# Dan Issel
Dan Issel, właśc. Daniel Paul Issel (ur. 25 października 1948 w Batavii) – amerykański koszykarz, grający na pozycji silnego skrzydłowego, członek Koszykarskiej Galerii Sław im. Jamesa Naismitha.

## Życiorys
Issel występował w drużynie uniwersyteckiej Kentucky Wildcats w latach 1967–1970 (debiutanci nie mogli występować w kadrze), gdzie notował średnio 25,7 punktu (łącznie 2138). Był wybierany dwukrotnie do składów All-American. Swój strzelecki rekord kariery, 53 punkty, ustanowił 7 lutego 1970 roku, w wygranym 120-85 spotkaniu z Mississippi. Wynik ten stał się rekordem uniwersytetu Kentucky. Został poprawiony dopiero 13 stycznia 2009 roku, przez Jodie Meeksa (54 punkty), w wygranym spotkaniu z Tennessee.    
Po ukończeniu uczelni Issel przystąpił do dwóch draftów, a mianowicie NBA oraz ABA. W rezultacie zdecydował się rozpocząć swoją zawodową karierę w drugiej w wymienionych lig, w zespole Kentucky Colonels. 
Już od swojego debiutanckiego sezonu Issel stał się gwiazdą ligi, zdobywając tytuł debiutanta roku oraz lidera strzelców. Został też zaliczony do piątki najlepszych debiutantów sezonu, oraz drugiej piątki najlepszych zawodników ABA. 
W 1975 roku Issel sięgnął po mistrzostwo ligi wraz z innym, uznanym później za członka Galerii Sław zawodnikiem - Artisem Gilmorem. Kolejny sezon miał rozpocząć w zespole Baltimore Claws, jednak jeszcze zanim rozpoczęto rozgrywki zespół został rozwiązany, 19 września 1975 roku Issel trafił do  Denver, gdzie zasilił skład lokalnych Nuggets. W zespole tym spędził resztę swojej kariery. W 1976 roku drużyna z Kolorado, wraz z trzema innymi (Spurs, Pacers, Nets) dołączyła do ligi NBA.
W sezonie 1984/1985 zajął ex aequo drugie miejsce w głosowaniu na najlepszego „szóstego” zawodnika ligi.
Po zakończeniu kariery zawodniczej jego były klub Denver Nuggets zastrzegł należący do niego numer 44. Został także zaliczony do elitarnego grona członków Koszykarskiej Galerii Sław (Naismith Memorial Basketball Hall Of Fame - 1993) oraz Najlepszych Zawodników w Historii Ligi ABA (ABA's All-Time Team - 1997).
W latach 1992–1994 oraz 1999–2001 był głównym trenerem swojej byłej drużyny - Denver Nuggets.

## Osiągnięcia

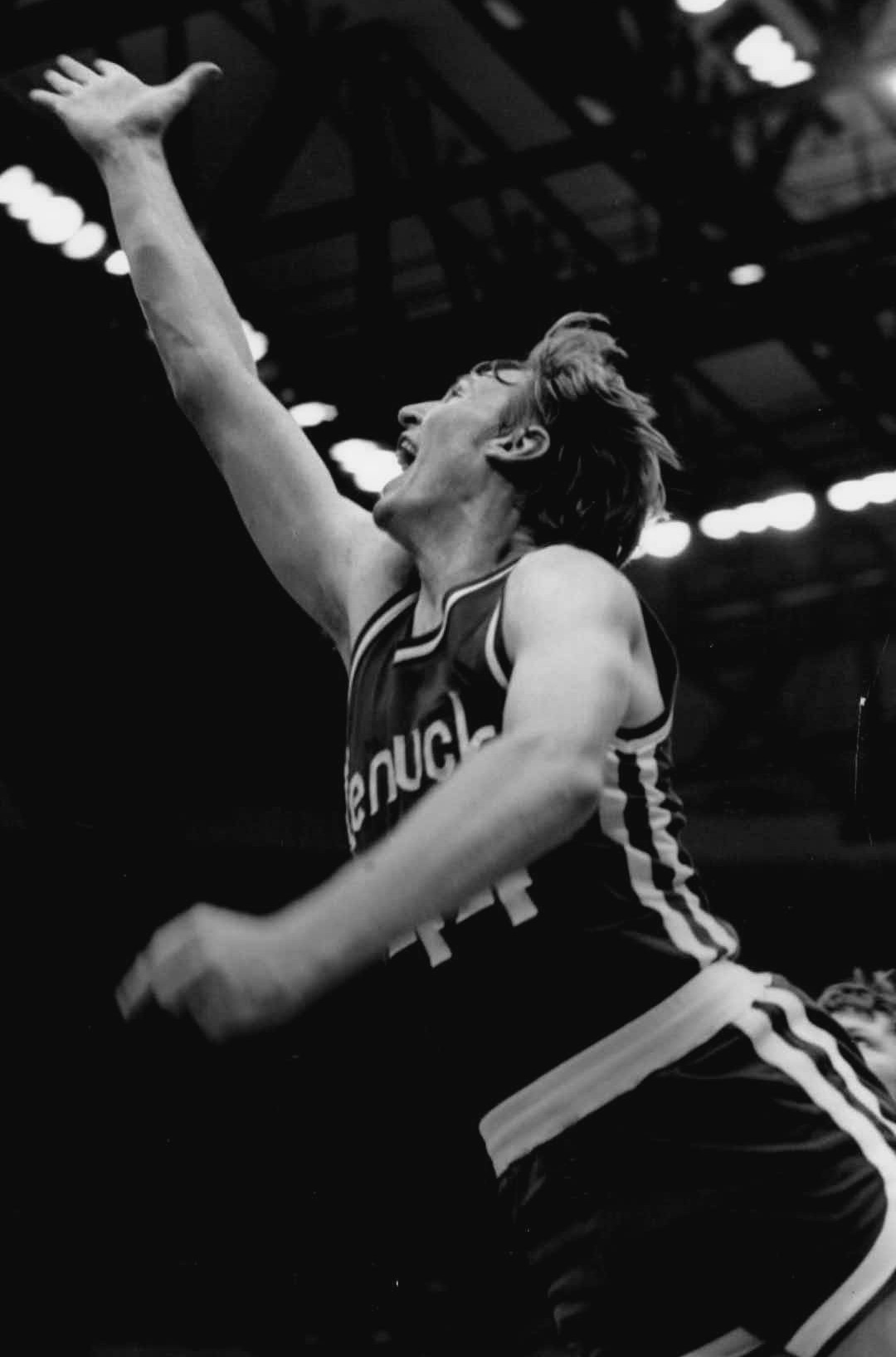
W swoim debiutanckim sezonie został liderem ABA ze średnią 29,9 punktu.

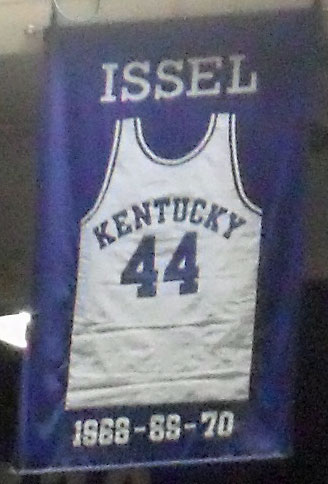
Koszulka z numerem 44 wisząca w Rupp Arena.

Na podstawie, o ile nie zaznaczono inaczej.

### NCAA
- Uczestnik rozgrywek:
  - Elite 8 turnieju NCAA (1968, 1970)
  - Sweet 16 turnieju NCAA (1968–1970)
- Mistrz sezonu zasadniczego konferencji (1968–1970)
- Zaliczony do:
  - I składu All-American (1970)
  - II składu All-American (1969)
- Lider strzelców wszech czasów Kentucky Wildcats w liczbie uzyskanych:
  - punktów (2138)
  - zbiórek (1078)
- Drużyna zastrzegła należący do niego numer 44

### ABA
- Mistrz ABA (1975)[3]
- 2-krotny wicemistrz ABA (1971, 1973)[8][9]
- MVP meczu gwiazd ABA (1972)[3]
- Debiutant Roku ABA (1971)[3]
- Uczestnik meczu gwiazd:
  - ABA (1971–1976)[4]
  - NBA vs ABA (1972)[10]
- Zaliczony do:
  - I składu:
    - ABA (1972)[11]
    - debiutantów ABA (1971)[3]

  - II składu ABA (1971, 1973–74, 1976)[11]
  - składu najlepszych zawodników w historii ligi ABA (ABA's All-Time Team - 1997)[6]
- Lider:
  - strzelców (1971)[3]
  - play-off w liczbie celnych rzutów wolnych (1971, 1973)[12]

#### Rekordy ABA
- Rekordzista ABA w liczbie punktów:
  - (2538), uzyskanych w trakcie pojedynczego sezonu (1971/72)[13]
  - (534), uzyskanych w trakcie pojedynczego sezonu (1971), w fazie play-off przez debiutanta

### NBA
- Uczestnik meczu gwiazd:
  - NBA (1977)[4]
  - Legend NBA (1989)[14]
- Zdobywca nagrody J. Walter Kennedy Citizenship Award (1985)[15]
- Lider:
  - play-off w skuteczności rzutów wolnych (1982 - wspólnie z Kiki Vandeweghem)[16]
  - wszech czasów klubu Nuggets w liczbie: zbiórek (6630), zbiórek w obronie (4641), celnych (4217) i oddanych (5277) rzutów wolnych, fauli (2288)[17]
- Klub Denver Nuggets zastrzegł należący do niego w numer 44[18]

Inne
- Zaliczony do:
  - Koszykarskiej Galerii Sław (Naismith Memorial Basketball Hall Of Fame - 1993)[1]
  - Akademickiej Galerii Sław Koszykówki (2006)[19]